# نورمان دافيسون
نورمان دافيسون هو سياسي كندي، ولد في 13 ديسمبر 1907 في أدجالا تسورونتيو في كندا، وتوفي في 28 يونيو 1990 في هاميلتون في كندا. حزبياً، نشط في Co-operative Commonwealth Federation ‏. وقد انتخب عضو برلمان مقاطعة أونتاريو.